# Камера II
Камера II (итал. Camera II) је насеље у Италији у округу Сиракуза, региону Сицилија.
Према процени из 2011. у насељу је живело 28 становника. Насеље се налази на надморској висини од 68 м.